# HD 40589
HD 40589，又名BD+27 945，SAO 77837、HR 2111，是一颗恒星，视星等为6.05，位于銀經182.9，銀緯2.23，其B1900.0坐标为赤經5h 54m 43.3s，赤緯+27° 2.23′ 2″。